# Гальперин, Давид Израилевич
Дави́д Изра́илевич Гальпе́рин (25 апреля 1903, Белосток, Гродненская губерния, Российская империя — 18 февраля 1977, Пермь, РСФСР, СССР) — советский химик-технолог, доктор технических наук, профессор, специалист в области производства порохов. Лауреат двух Сталинских премий (1946, 1949).

## Биография
Окончил частную гимназию в Днепропетровске. В 1921 году вместе с семьёй переехал в Москву, работал лаборантом в химической артели. В 1922—1928 годах учился на химическом факультете Московского высшего технического училища имени Н. Э. Баумана, затем работал на заводе Анилтреста. В 1929—1935 годах работал на заводе № 14 в Рошале — исследователем, затем начальником лаборатории, главным технологом, главным инженером, был в командировке в США. В 1935—1937 годах был техническим директором Котовского завода. В 1937—1938 годах был заместителем главного инженера Главка Народного комиссариата оборонной промышленности СССР.
В феврале 1938 года был арестован за «вредительство», был направлен в состав особого технического бюро при заводе № 59 по усовершенствованию технологии изготовления порохов.
После начала Великой Отечественной войны был эвакуирован в Молотов, где занимался разработкой составов нитроглицеринового «холодного» пороха в «шарашке» (ОТБ) при заводе № 98 (пороховой завод имени С. М. Кирова). 13 августа 1943 года, в день своего досрочного освобождения, стал главным инженером этого завода. В 1951 году стал руководителем научной работы НИИ № 130, созданного при заводе. В 1964 году вышел на пенсию в связи с проблемами со здоровьем.
В 1955 году был реабилитирован «за отсутствием состава преступления».

### Семья
- Жена — Анна Борисовна Бутковская.
  - Дочь — Лия Давидовна Гальперина (род. 1933).

## Научная деятельность
Является автором идеи замены дефицитного компонента в составе нитроглицеринового «холодного» пороха — «центра-лита» — доступной и дешёвой окисью магния, необходимой для создания новой марки пороха «НМ». Является разработчиком непрерывной (шнековой) технологии производства зарядов к реактивной системе залпового огня «Катюша» («БМ-13»).
В послевоенные годы вместе со своими учениками (Н. С. Валеев, Г. Н. Марченко, В. В. Мошев, A. M. Огрель, Э. Ф. Охрименко, Н. М. Пивкин, Н. Г. Рогов, Е. Г. Романова, А. И. Черепанов, А. Н. Хардин и другие) занимался созданием смесевых твёрдых топлив. Эта работа способствовала быстрой ликвидации отставания советского ракетного вооружения от зарубежного в 1950—1960-е годы.
Являлся доктором технических наук (1959), профессором по специальности «химия и технологии порохов» (1961), автором двухсот тридцати научных работ. Под его руководством защищено более сорока кандидатов и четверо докторов наук.

## Награды
- 6 апреля 1945 года — орден Трудового Красного Знамени.
- 13 августа 1943 года — орден «Знак Почёта».
- 1946 — Сталинская премия.
- 1949 — Сталинская премия за разработку и совершенствование процессов основного производства.

## Память
- 1993 — улица Д. И. Гальперина в районе Перми Закамск[1].
- 1993 — открытие мемориальной доски на доме № 17 по улице Кировоградской, в котором Гальперин жил в 1953—1977 годах, в честь девяностолетия со дня его рождения.